# Himatanthus
Himatanthus é um género botânico pertencente à família Apocynaceae.

## Espécies
- Himatanthus drasticus (Mart.) Plumel.
- Himatanthus lancifolius (Müll. Arg.) Woodson
- Himatanthus obovatus Wood
- Himatanthus sucuuba